# Lisa Gerrard
Lisa Germaine Gerrard (Melbourne, 12. travnja, 1961.) australska je glazbenica, pjevačica i skladateljica. 

## Životopis
Lisa Gerrard postala je poznata kao članica glazbenog sastava Dead Can Dance, osnovanog 1981. godine. Svoj prvi solo album "The Mirror Pool" izdala je 1995. godine. 

## Diskografija
- The Mirror Pool (1995.)
- Duality (1998.) s Pieterom Bourkeom
- Immortal Memory (2004.) s Patrickom Cassidyjem
- The Silver Tree (2006.)
- The Best of Lisa Gerrard (2007.)
- Farscape (2008.) s Klausom Schulzeom
- Anastasis (2012.) s Brendanom Perryjem